# Tommaso Traetta

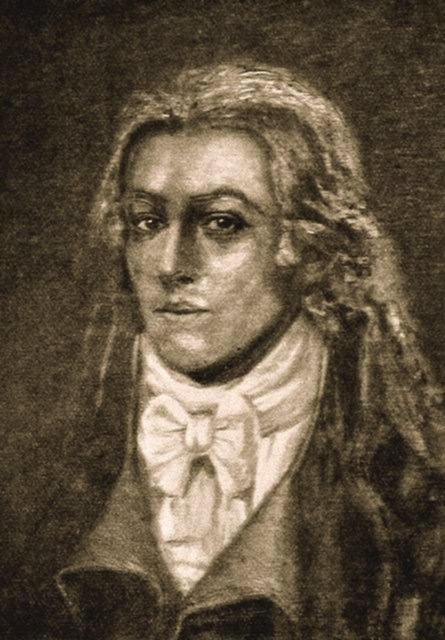
Tommaso Traetta

Tommaso Michele Francesco Saverio Traetta (auch Trajetta; * 30. März 1727 in Bitonto bei Bari; † 6. April 1779 in Venedig) war ein italienischer Komponist der neapolitanischen Schule. Sein Hauptgebiet war die Oper.

## Leben
Von 1738 bis 1748 studierte er am Conservatorio S. Maria di Loreto in Neapel unter anderem bei Francesco Durante. 1751 erhielt er den Auftrag, mit Il Farnace seine erste opera seria zu schreiben, die bereits recht erfolgreich war. 1758 wurde er Hofkapellmeister und Musiklehrer am Hof in Parma, einem Zentrum für die Reformbestrebungen der Oper. Hier lernte er die berühmte Sopranistin Caterina Gabrielli kennen, mit der ihn eine lebenslange und fruchtbare Zusammenarbeit verband, nachdem sie in seiner Oper Ippolito ed Aricia sang (UA am 9. Mai 1759, Parma); er schrieb für sie fast alle weiblichen Hauptrollen seiner folgenden Opern Enea nel Lazio (1760, Turin), I Tindaridi (1760, Parma), Armida (1761, Wien), Zenobia (1761, Lucca) und Alessandro nell’Indie (1762, Reggio Emilia).
Traettas Name wurde in ganz Europa bekannt, und er erhielt Kompositionsaufträge aus Turin, Wien und Mannheim. Der Tod seines Förderers Herzog Philipps von Parma, dem Infanten von Spanien, und nachlassende finanzielle Unterstützung für die Oper veranlassten ihn, 1765 die Stelle eines Direktors am Conservatorio dell'Ospedaletto in Venedig anzunehmen. Hier entstanden geistliche Musik und weitere Opern. Zudem verfügte er über lebenslange Renten aus der Kasse des spanischen Monarchen Karl III.
Ab 1768 wirkte er als Hofkapellmeister in Sankt Petersburg für Zarin Katharina II. Hier schuf er 1772 die Oper Antigona, die als sein reifstes Werk gilt. Die Titelrolle schuf er wieder für Caterina Gabrielli, die auch in Amore e Psiche (1773) und Lucio Vero (1774) auftrat. Da das kalte Klima seiner Gesundheit abträglich war, musste er Russland verlassen und ging nach London, wo er drei erfolglose Opern veröffentlichte. 1774 kehrte Traetta nach Venedig zurück und starb krank und enttäuscht 1779.
Sein Sohn Filippo Traetta (* 8. Januar 1777 in Venedig; † 9. Januar 1854 in Philadelphia) wurde ebenfalls Komponist, musste 1799 fliehen und wanderte in die USA aus. Er war 1801 maßgeblich an der Gründung des American Conservatorio in Boston beteiligt, der ersten Musikhochschule der USA.

## Werke

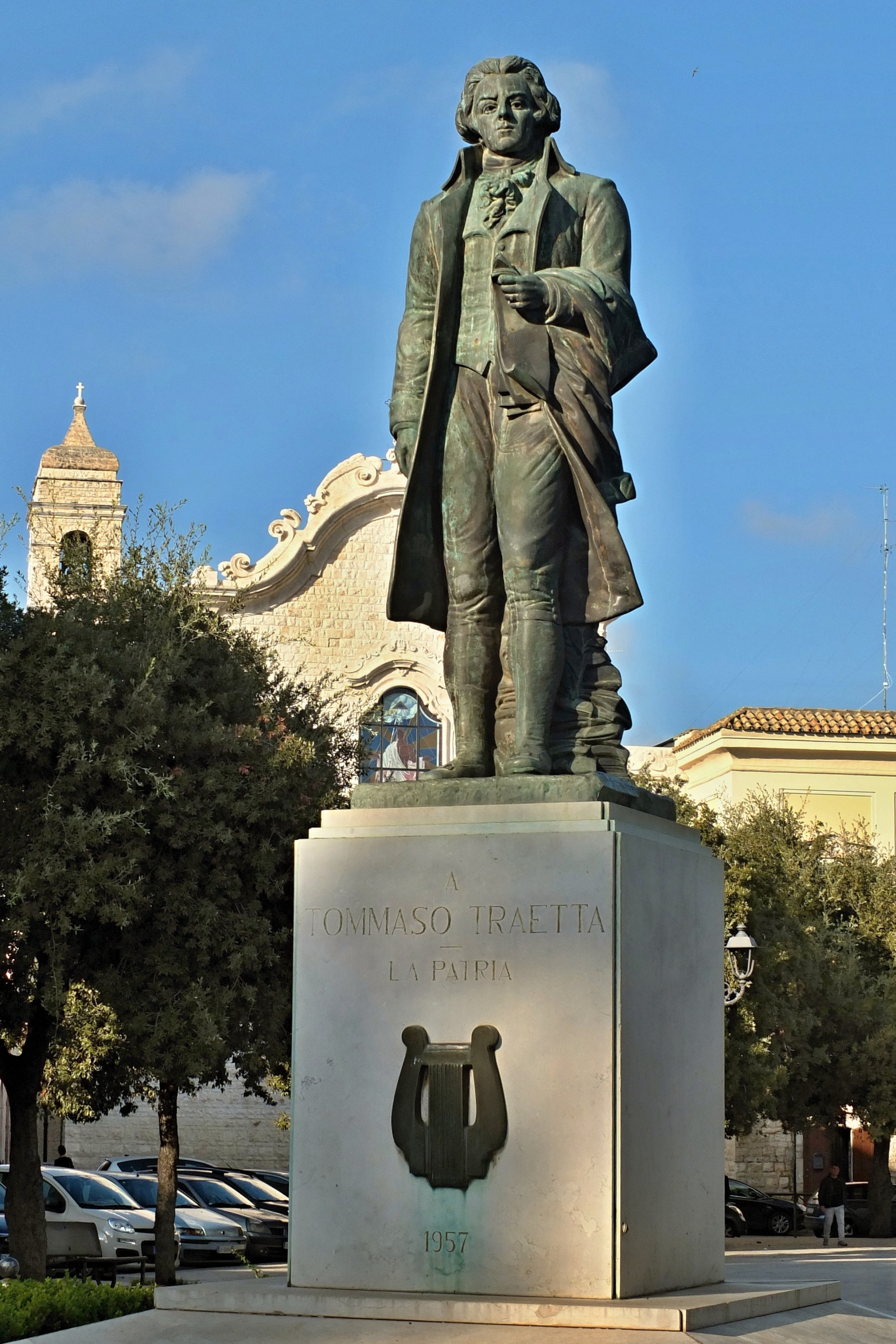
Tommaso Traetta – Denkmal in seiner Geburtsstadt Bitonto

Tommaso Traetta schuf über 40 Opern, wovon die meisten Opere serie sind. Zu den wenigen Buffa-Opern gehören Buovo d'Antona und Le serve rivali, die besonders beliebt waren.
Gelegentlich bezeichnet man Traetta – so wie auch seinen Zeitgenossen Niccolò Jommelli – als den „italienischen Gluck“. Er versuchte, die Arien in den dramatischen Ablauf der Oper einzubinden und die starre Form der Da-capo-Arie aufzulösen, folgte jedoch in seinen Seria-Opern nicht Glucks schlichtem Gesangsideal.
Die folgende Liste basiert auf den Angaben bei Grove Music Online und Corago.

### Opern
- Farnace, dramma per musica; Libretto: Antonio Maria Lucchini; 4. November 1751, Neapel, Teatro San Carlo[13]
- La Costanza, commedia per musica; Libretto: Antonio Palomba; Winter 1752, Neapel, Teatro dei Fiorentini[14]
- Le nozze contrastate; 1753?, Neapel?[15]
- I pastori felici; 1753, Neapel[16]
- Ezio, dramma per musica; Libretto: Pietro Metastasio; 1754?, Rom, Teatro delle Dame; auch 1757 am selben Ort, 1765 in Padua, 1767 in Barcelona, 1774 in Mantua[17]
- L’incredulo, commedia per musica; Libretto: Pasquale Mililotti; Herbst 1755, Neapel, Teatro dei Fiorentini[18]
- La fante furba, commedia per musica; Libretto: Antonio Palomba; Herbst 1756, Neapel, Teatro Nuovo[19]
- La Nitteti, dramma per musica; Libretto: Pietro Metastasio; 29. April 1757, Reggio Emilia, Teatro Comunale; 1759 in Lucca[20]
- Didone abbandonata, dramma per musica; Libretto: Pietro Metastasio; Herbst 1757, Venedig, Teatro San Moisè; 1759 in Pavia, 1763 in Mailand, 1764 in Neapel[21]
- Demofoonte, dramma per musica; Libretto: Pietro Metastasio; 14. Januar 1758, Mantua, Teatro Regio Ducale Vecchio; 1759 in Pesaro, 1770 erneut in Mantua[22]
- Olimpiade, dramma per musica; Libretto: Pietro Metastasio; Herbst 1758, Verona, Teatro Filarmonico; im selben Jahr auch in Lodi, 1759 in Pesaro, 1767 in Florenz, 1769 in Sankt Petersburg[23]
- Buovo d’Antona, dramma giocoso per musica; Libretto: Carlo Goldoni; 27. Dezember 1758, Venedig, Teatro San Moisè; 1758 in Venedig, 1759 in Turin und Bologna, 1760 und 1763 in Barcelona, 1763 in Triest, 1764 in Sevilia, 1765 in Verona, 1767 in Como und Palma, 1770 in Porto, 1772 in Dresden[24]
- Il Solimano, dramma per musica; Libretto: Giovanni Ambrogio Migliavacca; Karneval 1759, Parma, Teatro Ducale; 1769 in Barcelona[25]
- Ippolito ed Aricia, tragedia; Libretto: Carlo Innocenzo Frugoni; 9. Mai 1759, Parma, Teatro Ducale[26]
- Enea nel Lazio, dramma per musica; Libretto: Vittorio Amedeo Cigna-Santi; 19. Januar 1760, Turin, Teatro Regio; 1763 in Braunschweig[27]
- I Tindaridi, dramma; Libretto: Carlo Innocenzo Frugoni nach Pierre-Joseph Bernard; Frühling 1760, Parma, Teatro Ducale; 1768 in Florenz[28]
- Stordilano, principe di Granata oder Il cavaliere errante, semiseria e bernesca; Libretto: Giovanni Bertati; Frühling 1760, Parma, Teatro Ducale; 1778 in Venedig und Florenz, 1779 in Wien und Paris, 1780 in Parma und Dresden, 1782 in Eszterháza, 1785 in Turin, 1786 in Padua[29]
- Le feste d’Imeneo, serenata; Libretto: Carlo Innocenzo Frugoni; 3. September 1760, Parma, Teatro Ducale[30]
- Armida, azione teatrale per musica; Libretto: Giacomo Durazzo und Giovanni Ambrogio Migliavacca; 3. Januar 1761, Wien, Burgtheater; 1763 in Neapel, 1767 in Venedig, 1768 in Palermo[31]
- Enea e Lavinia, dramma per musica; Libretto: Jacopo Antonio Sanvitale; 04/1761, Parma, Teatro Ducale; 1767 in Florenz[32]
- Zenobia, dramma per musica; Libretto: Pietro Metastasio; 23. August 1761, Lucca, Teatro; 1762 in Rom[33]
- La francese a Malaghera, dramma giocoso per musica; Libretto: Pietro Chiari; 1762 ?, Parma ?; 1764 in Venedig, 1766 in Mailand, 1768 in Brescia, Verona, Pisa und Senigallia[34]
- Alessandro nell’Indie, dramma per musica; Libretto: Pietro Metastasio; 29. April 1762, Reggio Emilia, Teatro Pubblico[35]
- Sofonisba, dramma per musica; Libretto: Mattia Verazi; 4. November 1762, Mannheim, Hoftheater
- Ifigenia in Tauride, dramma per musica; Libretto: Marco Coltellini; 4. Oktober 1763, Wien, Schönbrunn; 1767 in Florenz und Mailand, 1768 und 1777 in Mantua, 1776 und 1782 in Florenz, 1786 in Eszterháza[36]
- Antigono, dramma per musica; Libretto: Pietro Metastasio; 16. Juni 1764, Padua, Teatro Nuovo; 1766 in Rom, 1770 in Sankt Petersburg[37]
- Semiramide, dramma per musica; Libretto: Pietro Metastasio; Karneval 1765, Venedig, Teatro San Cassiano; 1772 in Modena[38]
- L’isola disabitata, componimento drammatico; Libretto: Pietro Metastasio; 27. Juli 1765, Mantua, Teatro Ducale; 1768 in Bologna, 1772 in Kopenhagen, 1776 in Novi[39]
- Le serve rivali, dramma giocoso per musica; Libretto: Pietro Chiari; Herbst 1766, Venedig, Teatro San Moisè; viele weitere Produktionen bis 1780[40]
- Il Siroe, dramma per musica; Libretto: Pietro Metastasio; Karneval 1767, München, Hoftheater[41]
- Amore in trappola, dramma giocoso per musica; Libretto: Pietro Chiari; Karneval 1768, Venedig, Teatro San Moisè[42]
- Fetonte; 1768, Wien, Hoftheater[43]
- Il tributo campestre, componimento pastorale drammatico; Libretto: Giovanni Battista Buganza; Frühling? 1768, Mantua, Teatro Regio Ducale Nuovo[44]
- Astrea placata, azione teatrale; Libretto: Pietro Metastasio; 1770, Sankt Petersburg, Hoftheater[45]
- Antigona, tragedia per musica; Libretto: Marco Coltellini; 31. Oktober 1772, Sankt Petersburg, Hoftheater; 1773 Librettodruck in Florenz[46]
- Amore e Psiche, opera [seria]; Libretto: Marco Coltellini; 29. September 1773, Sankt Petersburg, Hoftheater[47]
- Lucio Vero, dramma per musica; Libretto: Marco Coltellini nach Apostolo Zeno; 17. November 1774, Sankt Petersburg, Hoftheater[48]
- La Merope, dramma per musica; Libretto: Apostolo Zeno; 27. Januar 1776, Mailand, Teatro Regio Ducale[49]
- Germondo, serious opera; Libretto: Carlo Goldoni; 21. Januar 1777, London, King’s Theatre in the Haymarket[50]
- Telemaco, serious opera; Libretto: Zaccaria Seriman; 15. März 1777, London, King’s Theatre in the Haymarket[51]
- La disfatta di Dario, dramma per musica; Libretto: Nicola Giuseppe Morbilli; Februar 1778, Venedig, Teatro San Benedetto[52]
- Gli eroi dei Campi Elisi, dramma giocoso per musica (mit Gennaro Astarita); Karneval 1779, Venedig, Teatro San Samuele[53]
- Beatus vir, carmina sacra in lateinischer Sprache; Venedig, Nosocomio nuncupato Pauperum derelictorum[54]
- La pace di Mercurio; Libretto: Zaccaria Betti; 1765, Bolzano[55]
- Rex Salomon arcam foederis adoraturus in Templo, geistliches Drama in lateinischer Sprache; 1776, Venedig, Ospedale dei poveri derelitti[56]
- Artenice (unvollendet)

Musik in Pasticcio-Opern
- Ifigenia in Aulide; 1753
- La Rosmonda, commedia per musica (mit Nicola Bonifacio Logroscino, Pietro Comes und Carlo Cecere); Libretto: Antonio Palomba; Karneval 1755, Neapel, Teatro Nuovo[57]
- I disturbi, commedia per musica (mit Nicola Bonifacio Logroscino); Sommer 1756, Neapel, Teatro Nuovo[58]
- La virtuosa ritornata da Londra (zweifelhaft); 1757
- L’Issipile; 1763
- Zophilette; 1765
- Olimpiade; 1768
- Antigono; 1774

### Geistliche Werke
- Stabat mater für Sopran, Alt, Tenor, Bass, vierstimmigen Chor und Streicher; um 1750, Neapel
- Rex Salomone, Oratorium für fünf Frauenstimmen; Libretto: D. Benedetti; 1764, Venedig, Ospedaletto
- Missa; 1765, Florenz, Conservatorio
- Pulchra ut luna, Oratorium, Libretto: Pietro Chiari; 1767, Venedig, Ospedaletto
- S Ifigenia in Etiopia, Oratorium, Libretto: Marco Coltellini; 1772, Florenz, S Filippo Neri
- Dixit Dominus für vier Stimmen, zwei Oboen, zwei Hörner, Streicher und Basso continuo
- Expectans expectavi für vier Stimmen und Instrumente
- Juba Domine für Sopran und Instrumente
- Miserere für zwei Solostimmen und Chor
- Miserere für zwei Soprane, Alt und Orchester
- Passio secundum Joannem für Bass, vier Stimmen und Orgel
- Sicut sol lucente mane für eine Stimme und Orchester
- Hosanna filio David für vier Stimmen und Orgel (zweifelhaft)

### Weltliche Vokalmusik
- ein Lied in Echo (1758–1760)
- sechs italienische Duette; Text: Pietro Metastasio; London 1762
- La pace di Mercurio, Kantate; Text: Z. Betti; Bolzano 1765
- Perchè se tanti siete, Arie; in Journal dariettes italiennes; Paris 1779
- Sogno ma te non miso, Kanon; in T. Warren: Collection of Catches; London vor 1795
- Who gave the sun his light, Hymne; Text: Mrs Opie; bearbeitet von Biggs, London 1817 (?)
- Se possiedo il tuo bel core, Rondo
- eine Arie aus Ifigenia; in C. Klage: Orion
- La pietà ai mali miei; in J. André: Sammlung neuer italienischen Arien und Duetten, ii, Offenbach
- Dei, qual mi sorprende, Kantate für Sopran und Instrumente
- Hedersi oh Dio rapire, Arie für Sopran, zwei Violinen, Viola, zwei Hörner und Basso continuo

### Instrumentalwerke
- drei Sinfonien für zwei Oboen, zwei Hörner und Streicher; E. Bonelli, Padua 1959
- Ouvertüre für zwei Trompeten und Streicher
- Scénario de fête, St Petersburg, Institut de Smolna, November 1770 (nur Teile von Traetta)